# Maria Theresa de Austria-Este (1817–1886)
Arhiducesa Maria Theresa de Austria-Este (germană Maria Theresia Beatrix Gaëtane, Erzherzogin von Österreich-Este, Prinzessin von Modena) (n. 14 iulie 1817 - d. 25 martie 1886) a fost membră a Casei de Austria-Este, arhiducesă de Austria, prințesă de Austria, Ungaria, Boemia și Modena prin naștere. Prin căsătoria cu Henri, conte de Chambord, ea a devenit membră a Casei de Bourbon. Henri a fost rege al Franței disputat din 2 până în 9 august 1830 și pretendent legitimist la tronul Franței din 1844 până în 1883.
Maria Theresa a fost cel mai mare copil  al lui Francisc al IV-lea, Duce de Modena și a soției lui, Maria Beatrice de Savoia.